# Komponentsatsen
Inom matematiken är komponentsatsen av Aschbacher (1975, 1976) ett resultat som säger att om G är en enkel grupp av udda typ, och flera andra krav är satisfierade, då har G ett centrum av en involution med en  "standardkomponent" med litet centrum.